# نگهبانان (کمیک)
نگهبانان یا واچ‌مِن (به انگلیسی: Watchmen)، یک مجموعه کمیک ۱۲ قسمتی است که توسط دی‌سی کامیکس، از سپتامبر ۱۹۸۶ تا اکتبر ۱۹۸۷ منتشر شده‌است. در سال ۱۹۸۷ تمام ۱۲ قسمت در یک کتاب مجدداً چاپ شد و تا سپتامبر ۲۰۰۸، به ۲۲ چاپ رسید. نویسندهٔ آن آلن مور، طراح دیو گیبنز و رنگ‌آمیز جان هیگینز است.
کمیک در رابطه با گروهی از قهرمانان، به نام نگهبانان است که از هم پاشیده‌اند و قتل یکی از آن‌ها سبب جمع شدن دوبارهٔ آن‌ها می‌شود. همچنین ماجرای دیگری به صورت کمیک در کمیک، پیگیری می‌شود که داستان ناخدایی است که کشتی‌اش غرق شده‌است و سعی در بقا و بازگشت به محل زندگی و خانواده‌اش را دارد.
نگهبانان بارها به عنوان بزرگ‌ترین کمیک تاریخ، مورد ستایش قرار گرفته‌است.داستان نگهبانان با فایده‌گرایی مرتبط است.

## تاریخچهٔ نشر

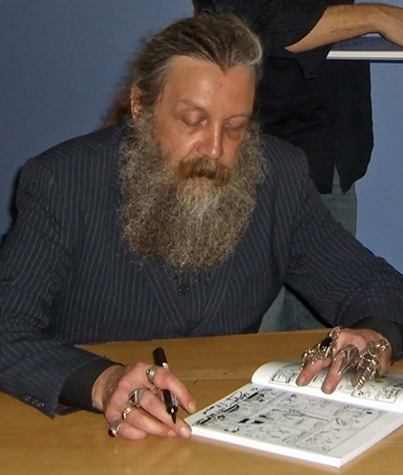
آلن مور، نویسندهٔ نگهبانان

در سال ۱۹۸۵، دی‌سی کامیکس، گروهی از شخصیت‌های چارلتون کمیکس را خریداری کرد. در همان زمان، آلن مور، داستانی برای چارلتون کمیکس نوشته بود که شامل گروهی از قهرمانان می‌شد. پیش از آن نیز داستان‌هایی برای کمیک‌های «مرد معجزه‌گر» و «شوالیه‌های مقتدر» (منتشر شده توسط MLJکمیکس) نوشته بود. مور تصمیم به نوشتن کمیکی گرفت که در آن، جسد شخصیت یکی از این کمیک‌ها، در کنار ساحل یافته می‌شد و داستان در رابطه با کشف راز جنایت این قهرمان بود.
آلن مور خود می‌گوید:
«من فکر کردم که این راهی خوب برای شروع یک کتاب کمیک است: جسد ابرقهرمان معروفی یافت می‌شود. همین‌طور که راز ماجرا کشف می‌شود، ما عمیق‌تر و عمیق‌تر به قلب دنیای واقعی این ابر قهرمان می‌رویم، و می‌فهمیم واقعیت نسبت به تصویر عمومی ابر قهرمان بسیار متفاوت است.»
او می‌خواست شخصیت‌های داستان جدید شناخته شده باشند تا خواننده با کشف واقعیت پنهان زندگی این شخصیت‌ها، غافلگیر شود.
مور بر همین اساس، خلاصهٔ داستان را نوشت و آن را با عنوان «چه کسی «محافظ صلح» را کشت؟» به سردبیر دی سی، دیک جوردانو (به انگلیسی: Dick Giordano) تحویل داد.
دیک جوردانو، با داستان موافقت کرد، ولی حاضر نبود شخصیت‌هایی که به تازگی از چارلتون کمیکس خریده بودند، به این زودی بمیرند و بی استفاده شوند. او مور را متقاعد کرد که از شخصیت‌های تازه‌ای برای داستانش استفاده کند.
دیو گیبونز که پیش از آن در چند کمیک با مور همکاری کرده بود، از او خواست که او هم در این پروژه باشد و به عنوان نقاش پذیرفته شد. او جان هینگینز را برای رنگ آمیزی نقاشی‌ها، به همراه خود آورد.
پس از موافقت با طرح اولیه، مور و گیبونز یک روز را صرف طراحی شخصیت‌ها و جزئیات محیط کردند. مور نام و روحیات شخصیت‌ها را ابداع کرد و ظاهر آن‌ها را به گیبونز واگذاشت.
مور بلافاصله شروع به نوشتن کرد. او اسکریپت‌ها (جزئیات صحنه‌ها) را برای گیبونز فرستاد.
دیو گیبنز می‌گوید: «اسکریپت شمارهٔ اول نگهبانان، فکر کنم، ۱۰۱ صفحهٔ تایپ شده بود، بدون هیچ فاصله‌ای بین خط‌ها، بین توصیف پنل‌ها یا حتی بین صفحه‌ها.»
مور گهگاه با دوستش نیل گیمن که او نیز نویسندهٔ کمیک بود، تماس می‌گرفت و دربارهٔ نقل قول‌هایی که در کمیک به کار می‌برد، سؤالاتی می‌کرد.

## داستان
کمیک در آمریکای قرن بیستم رخ می‌دهد. در سال ۱۹۷۷ پس از اعتراضات گستردهٔ مردم، سناتور «کین» قانونی در مجلس می‌گذراند که به موجب آن فعالیت قهرمان‌های نقابدار گروه نگهبانان ممنوع اعلام می‌شود. پس از آن، عده‌ای از نگهبانان بازنشسته می‌شوند و عده‌ای برای دولت کار می‌کنند و تنها یکی از آنان به اسم «رورشاخ» به‌طور غیرقانونی به فعالیت ادامه می‌دهد.
در اکتبر ۱۹۸۵، وقتی آمریکا و شوروی در دوران جنگ سرد به سر می‌برند، ادوارد بلیک به قتل می‌رسد و رورشاخ کشف می‌کند که او یکی از نگهبانان به نام «کمدین» است که برای دولت کار می‌کرده. رورشاخ که اعتقاد دارد قتل کمدین حرکتی برای نابود کردن قهرمانان است، به سایر نگهبانان: نایت آول دوم، آزیمندیس، دکتر منهتن و سیلک اسپکتر دوم هشدار می‌دهد؛ اما کسی او را جدی نمی‌گیرد.
اما وقتی دکتر منهتن به خاطر اتهامی که در یک برنامهٔ تلویزیونی به او زده می‌شود، زمین را به مقصد مریخ ترک می‌کند و به آزیمندیس در شرکت تجاری‌اش سوء قصد می‌شود و خود رورشاخ به اتهام قتل مولوخ (به انگلیسی: Moloch) یکی از خلافکاران قدیمی، بازداشت می‌شود، به نظر می‌رسد که اعتقاد رورشاخ درست بوده‌است.
نایت آول و سیلک اسپکتر دوم در نتیجهٔ این وقایع، دوباره لباس قهرمانی می‌پوشند و رورشاخ را از زندان آزاد می‌کنند. دکتر منهتن به زمین بازمی‌گردد و به همراه سیلک اسپکتر زمین را ترک می‌کند و در طی گفتگویی با یکدیگر، انسانیت و نجات زمین برای دکتر منهتن اهمیت می‌یابد.
رورشاخ و نایت آول، روی زمین به کشف راز قتل کمدین ادامه می‌دهند و در می‌یابند که آزیمندیس پشت این ماجرا بوده. رورشاخ تمام حقایق را در دفتر خاطراتش می‌نویسد و آن را برای نشریهٔ مرزنشین جدید می‌فرستد و به همراه نایت آول به پایگاه آزیمندیس در قطب جنوب می‌روند.
در آنجا، آزیمندیس توضیح می‌دهد که نقشهٔ او، جلوگیری از جنگ هسته‌ای قریب‌الوقوع آمریکا و شوروی، با شبیه‌سازی حملهٔ فضایی‌ها بوده. به این ترتیب که آن‌ها را در مقابل خطری بزرگ‌تر، متحد کند.
او همچنین اعتراف می‌کند که قتل کمدین، اتهام دکتر منهتن و اتهام رورشاخ همگی توسط او صورت گرفته و سوء قصدی که به خودش شده بود نیز نمایشی بوده‌است.
وقتی دکتر منهتن و سیلک اسپکتر دوباره به زمین بر می‌گردند، می‌بینند که بخشی از نیویورک توسط موجودات فضایی نابود شده‌است. آن دو نیز به پایگاه آزیمندیس می‌آیند و در آنجا، آزیمندیس به آن‌ها اخبار اتحاد آمریکا و شوروی را که از شبکه‌های تلویزیونی مختلف پخش می‌شود نشان می‌دهد. آن‌ها وقتی موفقیت آزیمندیس در جلوگیری از جنگ را می‌بینند، توافق می‌کنند که در این رابطه سکوت کنند. اما رورشاخ نمی‌پذیرد و می‌خواهد حقیقت را به مردم بگوید. در نتیجه توسط دکتر منهتن کشته می‌شود.
در انتها، یکی از کارکنان نشریهٔ مرزنشین جدید نشان داده می‌شود که به سراغ نامه‌های ارسالی می‌رود که دفترچهٔ خاطرات رورشاخ نیز در میان آن‌هاست.

## شخصیت‌ها

نگهبانان (از راست به چپ): سیلک اسپکتر دوم، دکتر منهتن، کمدین، نایت آول، رورشاخ، آزیمندیس.

ادوارد مورگن بلیک / کمدین: یکی از نگهبانان که پس از قانون سناتور «کین»، برای دولت کار می‌کرد. او در ابتدای داستان به قتل می‌رسد. شخصیت او تلفیقی از شخصیت «محافظ صلح» در چارلتون کمیکس و نیک فوری در مارول کامیکس است.
او شخصیتی بی‌رحم و پوچگرا دارد و همه چیز را همچون یک شوخی می‌داند. در گوشهٔ راست دهان کمدین زخمی است که او را خندان نشان می‌دهد.
دکتر جان آسترمن / دکتر منهتن: یکی از نگهبانان که پس از قانون کین، توسط دولت آمریکا به خدمت گرفته شد. او تنها قهرمان داستان است که قدرت‌های فوق بشری دارد. دکتر جان آسترمن به‌طور اتفاقی در دستگاهی در آزمایشگاه گیر می‌افتد و بر اثر تابش آن، از بین رفته و دوباره با ظاهر و قدرت‌های غیرانسانی ایجاد می‌شود. او به خاطر زندگی در جهان کوانتومی، درک متفاوتی از توالی زمانی پدیده‌ها دارد و به همین دلیل گذشته و آینده را می‌بیند.
دکتر منهتن بدنی آبی رنگ دارد و معمولاً هیچ لباسی نمی‌پوشد. چشمانش بدون مردمک است و خودش روی پیشانی‌اش نماد اتم هیدروژن را کشیده‌است. شخصیت او برگرفته از شخصیت «کاپیتان اتم» در چارلتون کمیکس است.
دنیل درایبرگ / نایت آول ۲: او پس از قانون کین، خود را بازنشسته کرد. درایبرگ فرزند خانواده‌ای ثروتمند بود و به پرندگان علاقه داشت. او به خاطر علاقهٔ زیادش به «هالیس میسون» (به انگلیسی: Hollis Mason)، جغد شب اول، پس از بازنشسته شدن او، از عنوان او استفاده کرد.
شخصیت او برگرفته از بتمن و کلارک کنت است.
آدریان وایت / آزیمندیس: او قبل از قانون کین، از نگهبانان جدا شد و شرکتی تجاری تأسیس کرد. لقب او، «باهوشترین مرد جهان» است.
شخصیت او برگرفته از اسکندر کبیر و «آذرخش» یکی از قهرمانان چارلتون کمیکس است.
والتر ژوزف کُوَکس / رورشاخ: او تنها کسی است که پس از قانون کین، هنوز به فعالیت‌های خود ادامه می‌دهد و به همین خاطر تحت تعقیب پلیس است. رورشاخ کودکی سختی داشته و پرونده‌های خشنی که در طول قهرمانی اش داشته، سبب شده که دید خاصی نسبت به دنیا پیدا کند. او دنیا را سیاه و سفید می‌بیند و جایی برای خاکستری در دنیای او نیست. او همچنین حاضر به مصالحه و عقب‌نشینی از ارزش‌های اخلاقی خود نیست. او نقابی سفید به چهره می‌زند که دارای لکه‌های سیاه متقارنی مانند تست رورشاخ است که پیوسته تغییر شکل می‌دهند.
شخصیت او بر اساس شخصیت «آقای آ» و «پرسش» یکی از قهرمان‌های چارلتون کمیکس ساخته شده‌است.
لوری ژوسپزیک / سیلک اسپکتر دوم: او دختر «سالی ژوپیتر» (به انگلیسی: Sally Jupiter)، سیلک اسپکتر اول است و بر خلاف میل باطنی جانشین مادرش شده‌است. او پس از قانون کین، خود را بازنشسته کرده‌است. لوری سال‌هاست که با دکتر منهتن زندگی می‌کند.
شخصیت او بر اساس قهرمان‌های زن نایت‌شید، بلک کنیری و فانتوم لیدی ساخته شده‌است.

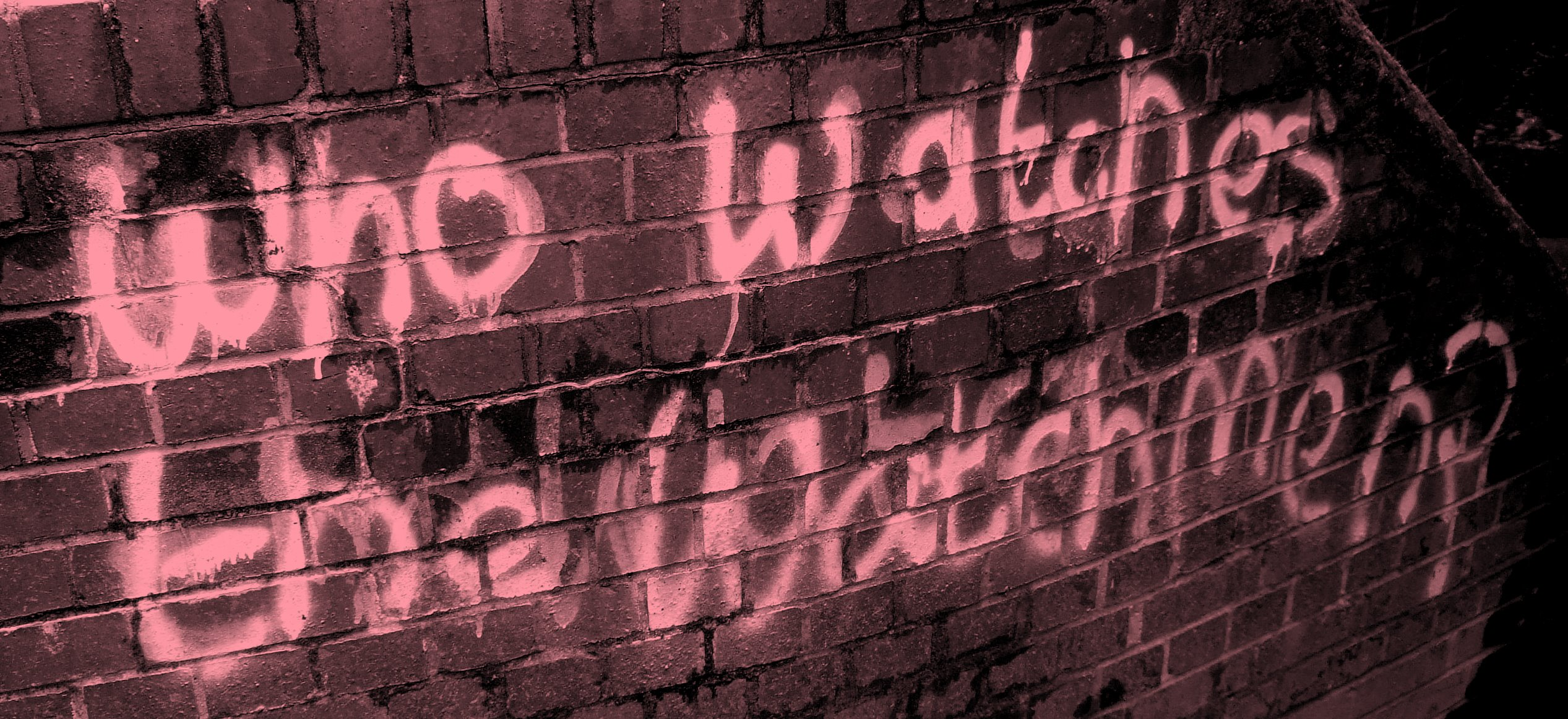
چه کسی نگهبانِ نگهبانان است؟

## موفقیت‌ها
- کمیک نگهبانان بارها به عنوان یکی از بزرگ‌ترین و پرفروش‌ترین کمیک‌های تاریخ شمرده شده‌است.
- کمیک در سال ۱۹۸۸ برندهٔ جایزهٔ هوگو شد.[۵]
- در سال ۲۰۰۵ مجلهٔ تایم فهرستی از صد رمان برتر منتشر کرد که تنها کمیکی که در این فهرست بود، نگهبانان بود.
- در سال ۲۰۰۸، مجلهٔ سرگرمی هفتگی، نگهبانان را در جایگاه سیزدهم در فهرست «پنجاه کمیک برتر ۲۵ سال گذشته» قرار داد.
- در سال ۲۰۰۹، نگهبانان در فهرست ده رمان مصور برتر مجلهٔ تایم قرار داشت.
- مجلهٔ کمیک نیز نگهبانان را در فهرست ۱۰۰ کمیک برتر انگلیسی زبان در قرن بیستم جای داد.[۲]

## اقتباس‌ها
در سال ۲۰۰۹ فیلمی به همین نام و به کارگردانی زک اسنایدر بر اساس نگهبانان ساخته شد. همچنین در همان سال یک بازی رایانه‌ای به نام «نگهبانان: پایان نزدیک است» بر اساس کمیک ساخته شد که وقایع قبل از قانون کین را روایت می‌کند.
همچنین سریالی نیز با این عنوان در سال ۲۰۱۹ ساخته شده‌است.همچنین در سال 2024  دو انیمیشن به نام های "نگهبانان: فصل اول" و "نگهبانان: فصل دوم"  از روی این کمیک ساخته شد.